# St. Sebastian (Ebersberg)

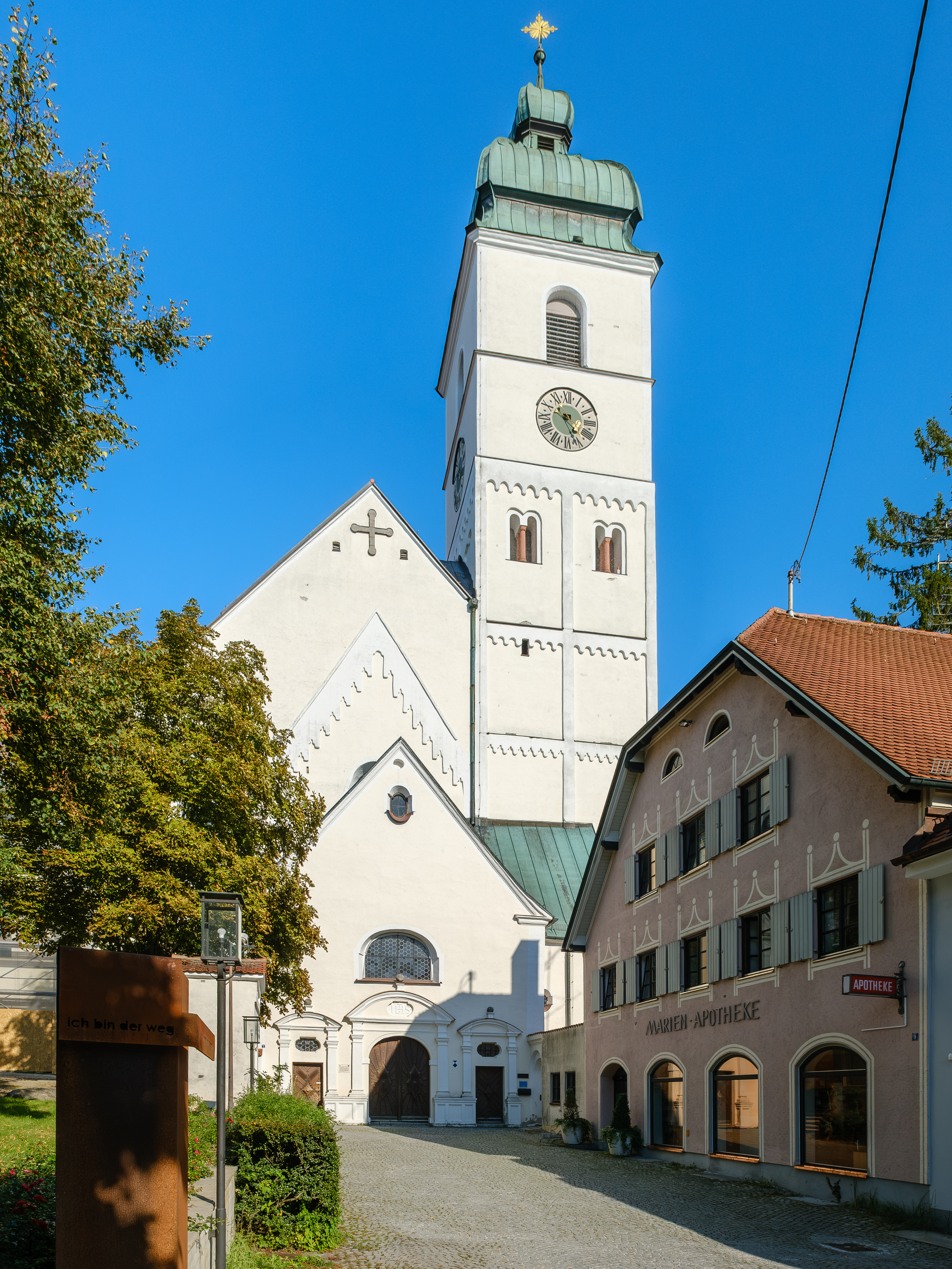
St. Sebastian, September 2023

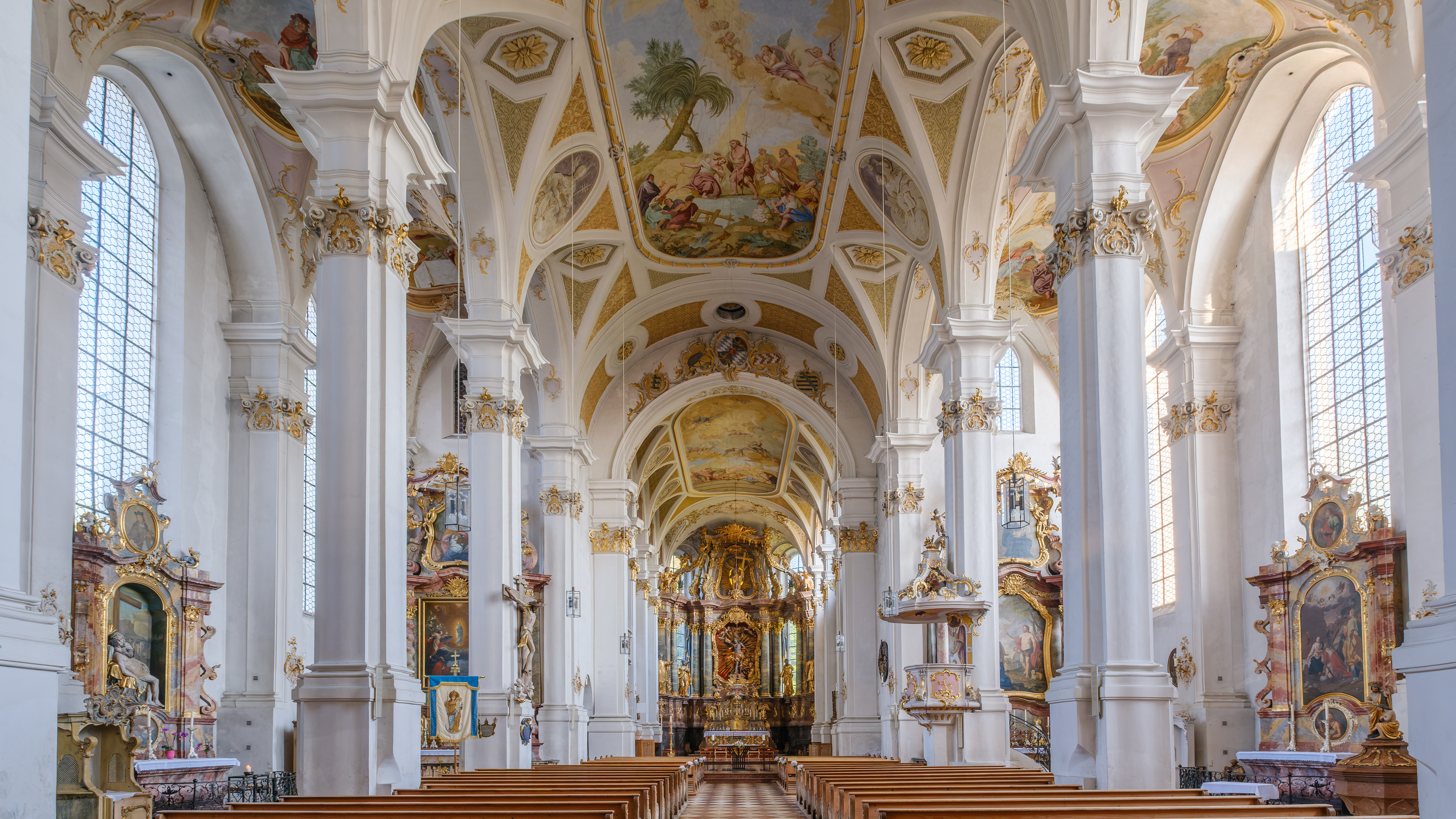
Innenraum nach Osten

St. Sebastian ist die römisch-katholische Pfarrkirche der Kreisstadt Ebersberg in Oberbayern. Bis 1808 war sie Klosterkirche des Klosters Ebersberg. Die über tausendjährige Tradition der Sebastians-Wallfahrt ist bis heute lebendig.

## Geschichte
Die Baugeschichte der Kirche ist eng mit der Geschichte des Klosters verbunden. Bei der Marienkapelle der Burg Ebersberg errichteten die Grafen von Ebersberg 934 ein kleines Augustiner-Chorherren-Stift. Der erste Propst Hunfried brachte von einer Romreise die Hirnschale des Märtyrers Sebastian mit, eine unschätzbar wertvolle Reliquie, die rasch Pilger und Opfergaben nach Ebersberg führte. 970 war die vorromanische Stiftskirche St. Marien und St. Sebastian vollendet.

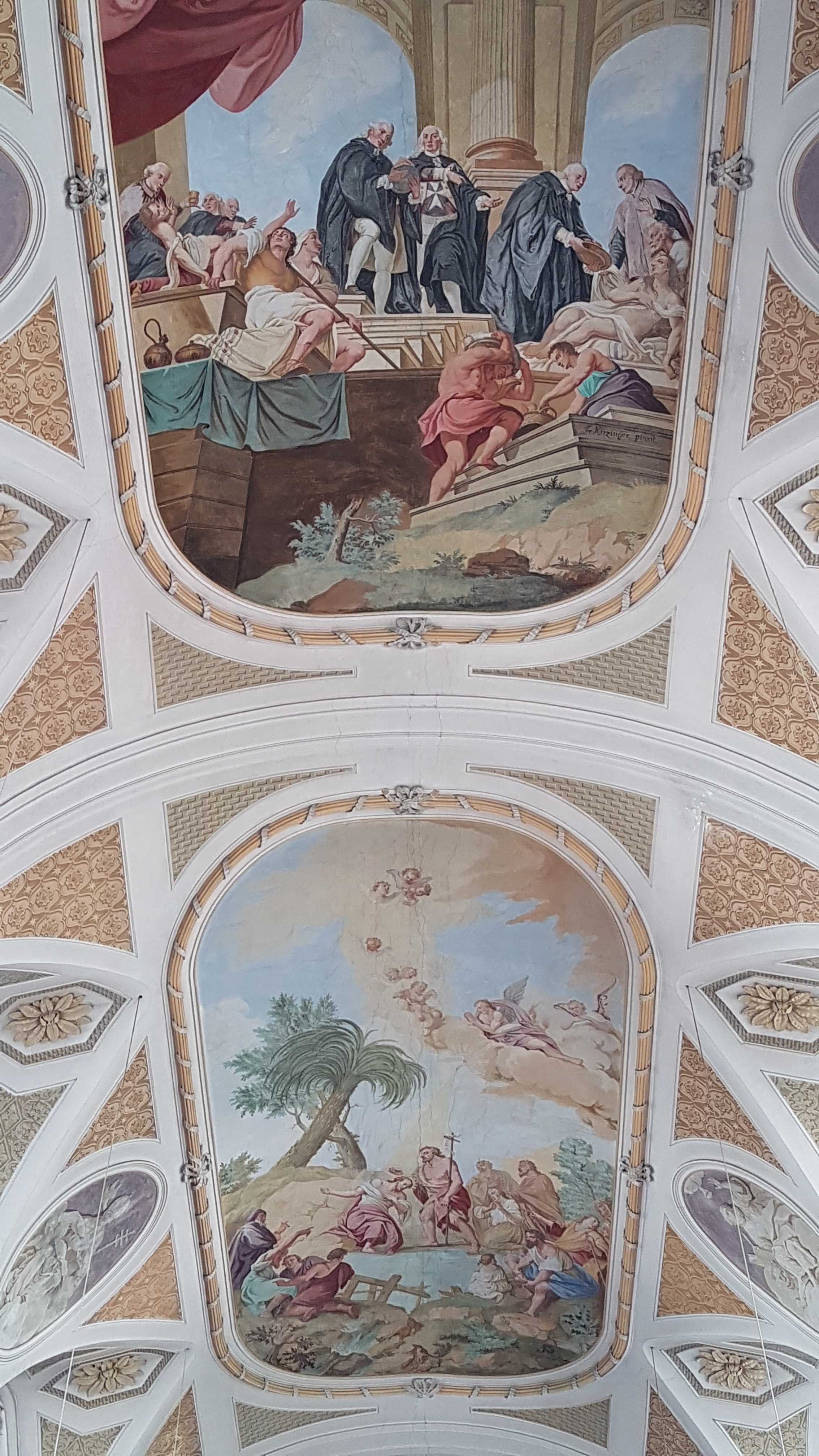
Die Deckenfresken am Langhausgewölbe

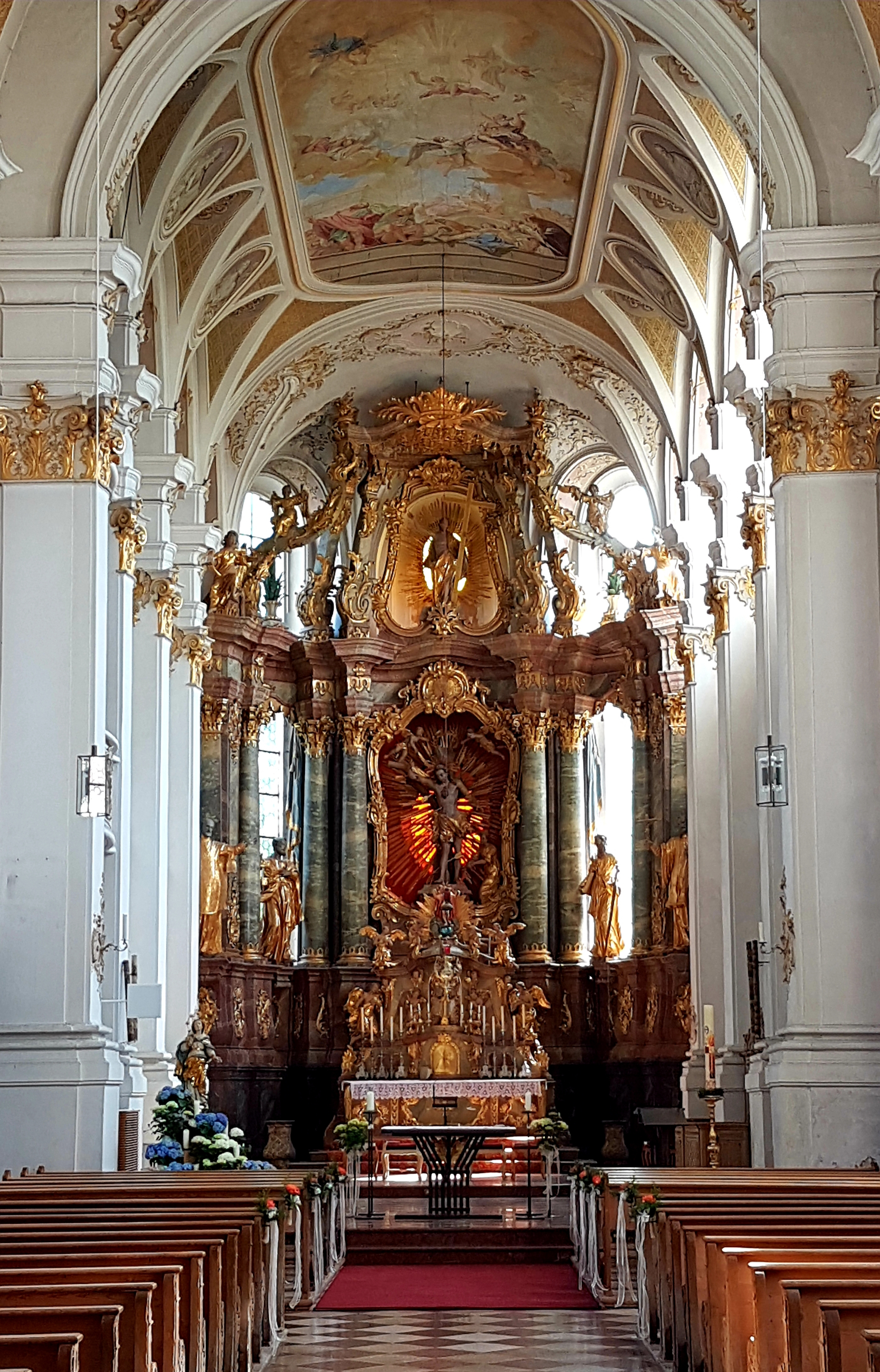
Blick in den Chor

1007 wandelte Graf Ulrich das Stift in eine Benediktinerabtei um, für die er die Reichsunmittelbarkeit erlangte. In den 1220er Jahren entstand die romanische Abteikirche, die noch den Kern der heutigen Kirche bildet. Von der geplanten Doppelturmfassade wurde nur der Südturm realisiert. Eine Wiederherstellung nach Brandschäden erfolgte 1305–1312, eine Erweiterung des Chors 1450–1455. Zur Altarweihe kam 1452 Nikolaus von Kues nach Ebersberg. In den 1480er Jahren wurde der Turm aufgestockt und das Langhaus zur spätgotischen Halle ausgebaut. In diesen Jahrzehnten erreichte das Kloster den Höhepunkt seiner geistlichen und kulturellen Bedeutung, von der kostbare illuminierte Handschriften aus der Klosterbibliothek zeugen.
Nach dem Niedergang des Benediktinerkonvents im Reformationsjahrhundert übergab Bayernherzog Wilhelm V. die Klosteranlage 1595 den Jesuiten, die sie in Verbindung mit ihrem Münchner Kolleg nutzten. Nach dem Dreißigjährigen Krieg erneuerten sie die Gebäude. 1668–1671 bauten sie die obere Sakristei an der Nordseite des Chors zur Sebastianskapelle als Verehrungsort für die Reliquie um. Die Kirche selbst wurde unter Leitung von Johann Georg Ettenhofer 1733/34 barock umgestaltet.
Nach der Aufhebung des Jesuitenordens 1773 zog ein Klosterbrand 1781 auch die Kirche stark in Mitleidenschaft. Kurfürst Karl Theodor übergab das beschädigte Ensemble den Malteserrittern, die es verändert wiederherstellten. Dabei entstanden die heutigen Gewölbe der Kirche, die Ausmalung und die Turmhaube.
Seit der Säkularisation 1808 ist St. Sebastian Pfarrkirche. Die alte Ebersberger Pfarrkirche St. Valentin wurde abgerissen; Teile der Ausstattung kamen nach St. Sebastian. Die ehemaligen Konventsgebäude werden staatlich und privat genutzt.
Die Kirche wurde im 20. Jahrhundert außen und innen sorgfältig restauriert. Der Turmschaft erhielt 1968 wieder seinen romanischen Charakter.

## Bau
St. Sebastian ist eine dreischiffige geostete Hallenkirche. Das Langhaus ist mit nur fünf Jochen verhältnismäßig kurz, daran schließt sich der schmalere, vierjochige Chor mit polygonaler Apsis an, an dessen Nordseite die rechteckige Sebastianskapelle angefügt ist. In der Südwestecke des Langhauses steht der quadratische romanische Glockenturm mit Welscher Haube. Vor dem eigentlichen Portal befindet sich eine Vorhalle.
Der Innenraum erscheint in der barockisierten Gestalt des 18. Jahrhunderts. Dabei sind vier Bau- bzw. Ausstattungsphasen zu unterscheiden: Bei der Barockisierung 1733/34 wurden die spätgotischen Säulen barock ummantelt. 1751/52 erhielt der Chor seine Rokokodekoration, wahrscheinlich durch die Zimmermann-Werkstatt. Davon sind noch Teile des Stucks sowie zehn Wandfresken erhalten. 1764 folgte die Rokokodekoration des Langhauses durch eine andere Werkstatt. Teile davon sind in den Seitenschiffen und im Emporenbereich erhalten, unter anderem das Deckenfresko über der Orgel. Beim Brand von 1781 stürzten die gotischen Gewölbe des Mittelschiffs und des Chors ein. Die beim Wiederaufbau in den 1780er Jahren geschaffenen neuen Tonnengewölbe mit Stichkappen zeigen in Form und Ausmalung bereits klassizistisches Stilempfinden.

## Ausstattung
St. Sebastian besitzt außer der reichen Barock- und Rokokoausstattung – Altäre und Kanzel – auch bedeutende Kunstgegenstände aus älterer Zeit, darunter das figurenreiche Stiftergrabmal des Grafen Ulrich († 1029) und seiner Frau Richardis aus dem 15. Jahrhundert sowie Reste eines überlebensgroßen Christophorusfreskos (um 1500).
Die Weihnachtskrippe ist eine Arbeit von Sebastian Osterrieder („Krippenwastl“).
Im Chor sind noch Teile des Sebastianszyklus von 1751/52 erhalten. Die Deckengemälde schuf Franz Seraph Kirzinger nach dem Brand von 1781; sie beziehen sich thematisch auf den Kirchenpatron Sebastian sowie auf den Malteserorden.

### Sebastianskapelle
Besonders wertvoll ist die frühbarocke Ausstattung der Sebastianskapelle (1668–71) mit reichen Wand- und Deckenstuckaturen und in die Stuckdekoration der Wände eingelassenen Ölgemälden. In den drei Jochen der Kapelle steht jeweils ein Stuckmedaillon mit einem Monogramm im Zentrum der Decke: SBS (Sebastianus), IHS (Jesus) und MARIA. Die Stuckarbeiten wurden vermutungsweise Michael Schmuzer und Gehilfen zugeschrieben, allerdings nach Vorgaben des Bauleiters und Jesuitenbruders Heinrich Mayr, weswegen sie nicht dem üblichen Wessobrunner Formengut entsprechen.
Der Maler des Altarbilds (Pfeilmarter des hl. Sebastian) und der in die Wände eingelassenen Ölbilder ist unbekannt. Letztere zeigen über dem Altar Jesus – Gottvater – Maria; an der gegenüberliegenden Wand sind zwei Jesuitenheilige mit drei Szenen aus der Vita des Kapellenpatrons kombiniert: oben hl. Ignatius von Loyola – Pfeilmarter des hl. Sebastian – hl. Franz Xaver, unten: Die hl. Irene und ihre Gefährtinnen pflegen die Wunden des hl. Sebastian – Weiheinschrift – Der hl. Sebastian wird mit Keulen erschlagen. Drei Medaillons in den Lunetten der Westwand zeigen Landschaften, in der Mitte eine Ansicht von Ebersberg.
In einem Glasschrein auf der Mensa des Marmoraltars (1671) steht das eigentliche Heiligtum, das silberne Büstenreliquiar von 1450 mit der in Metall gefassten Hirnschale des hl. Sebastian. In dieser soll den Gläubigen früher Wein dargeboten worden sein, der Krankheiten heilen sollte – siehe Sebastianswein. 
Große Schränke mit Glastüren neben dem Altar und an einer Seitenwand enthielten früher die Weihegeschenke der Pilger, heute Reliquienaltärchen und andere Teile des Kirchenschatzes.

Die Sebastiansreliquie
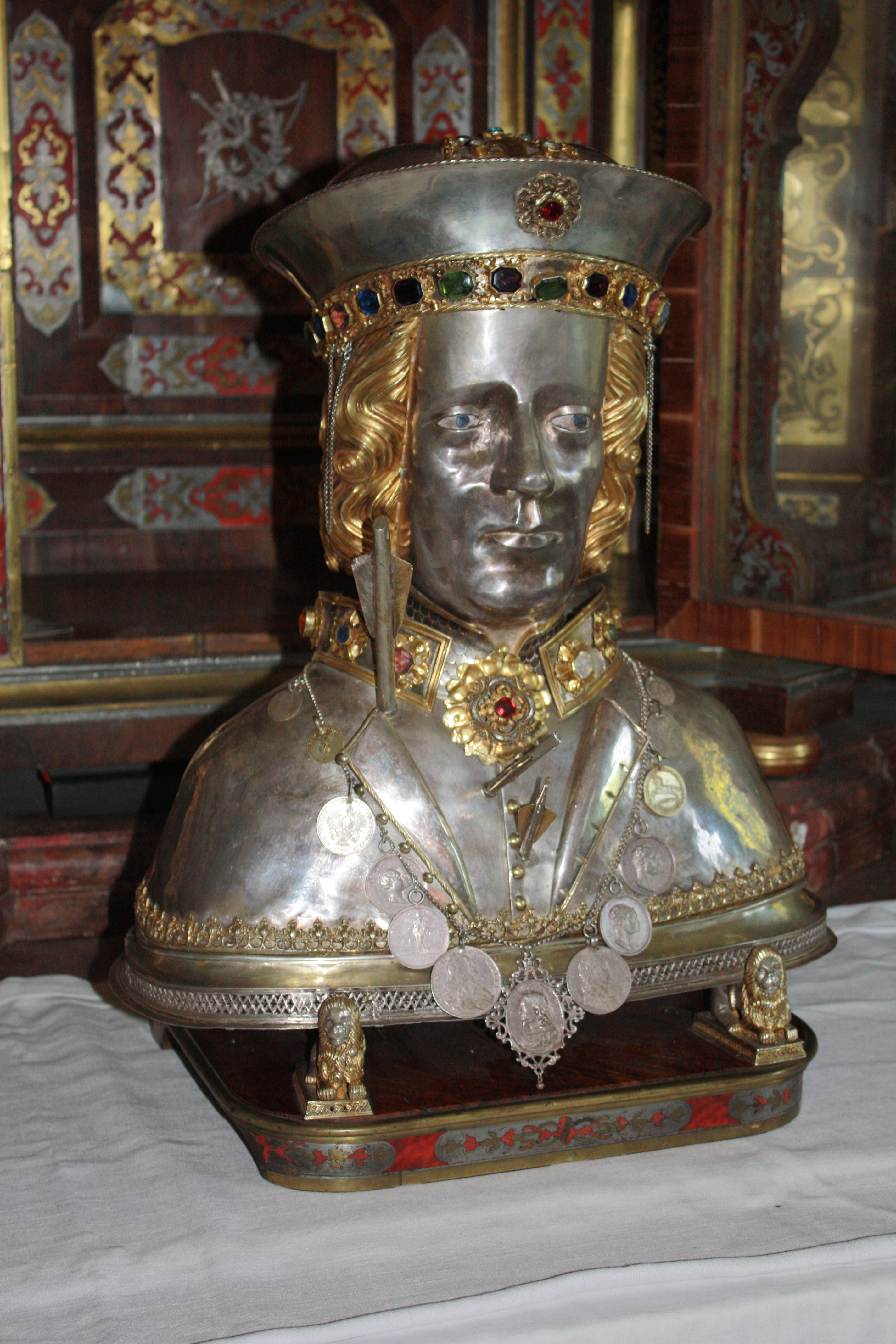
Die Büstenreliquiar
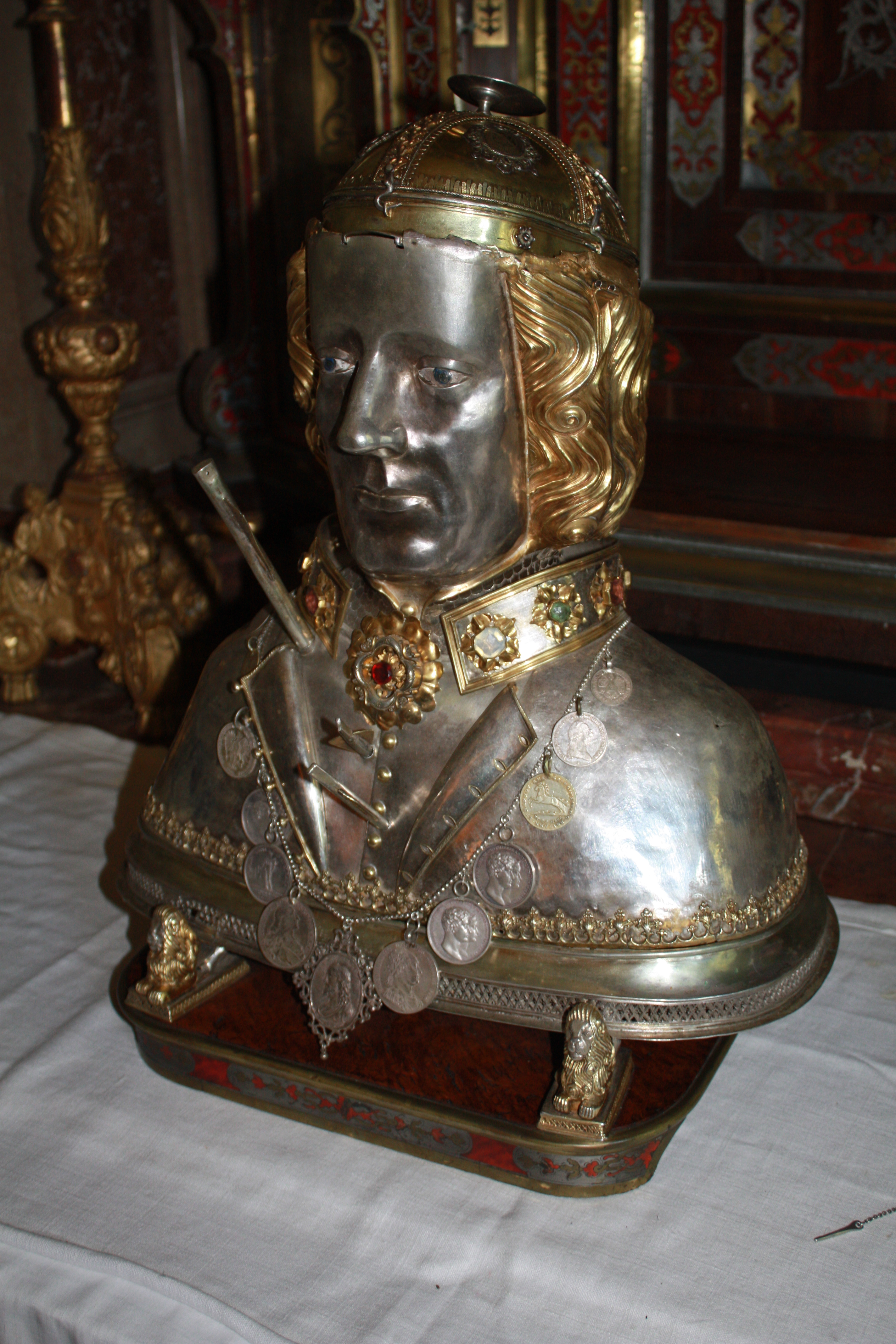
Nimmt man den Hut ab, erscheint die in Silber eingefasste Hirnschale
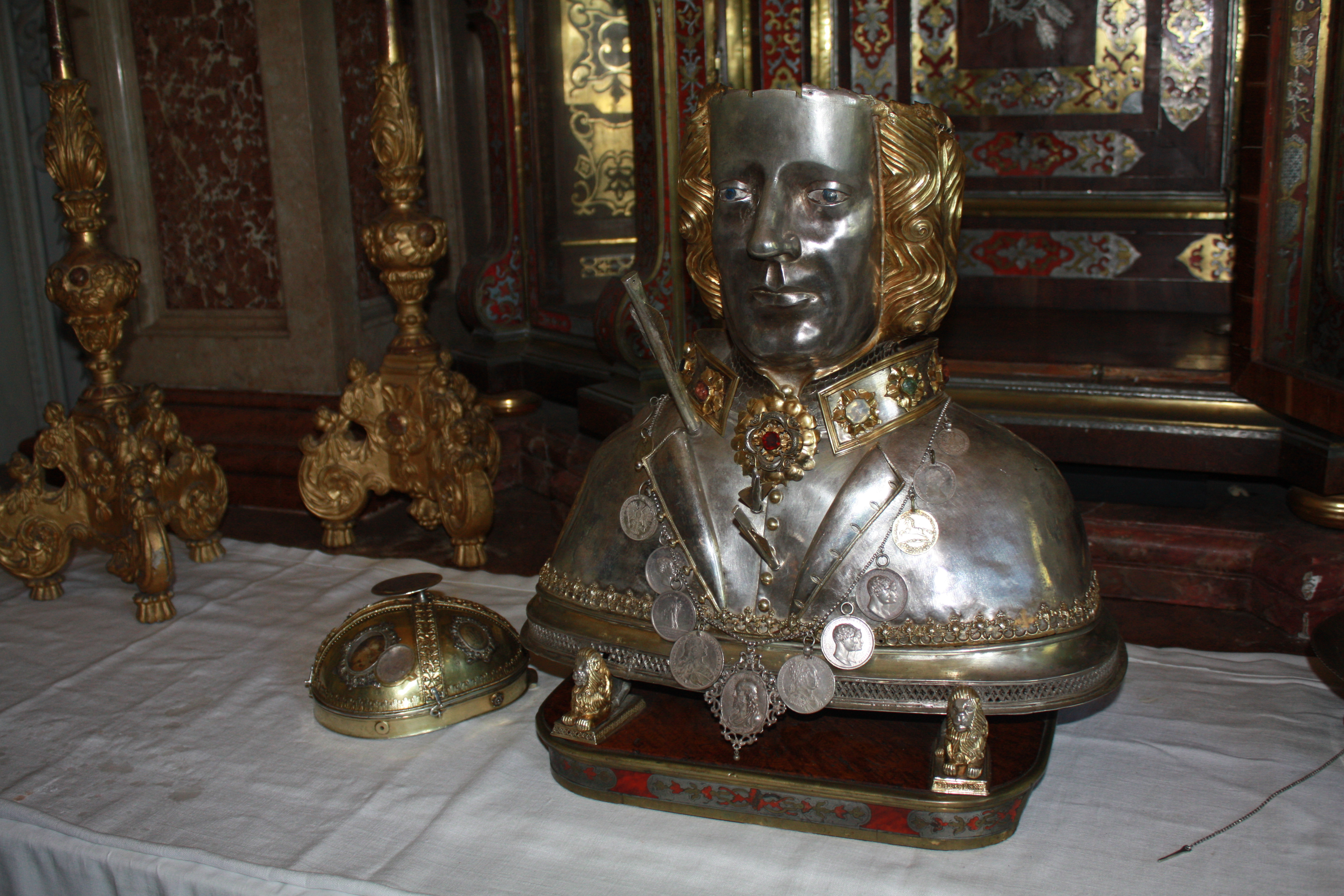
Auch die Hirnschale kann abgenommen werden
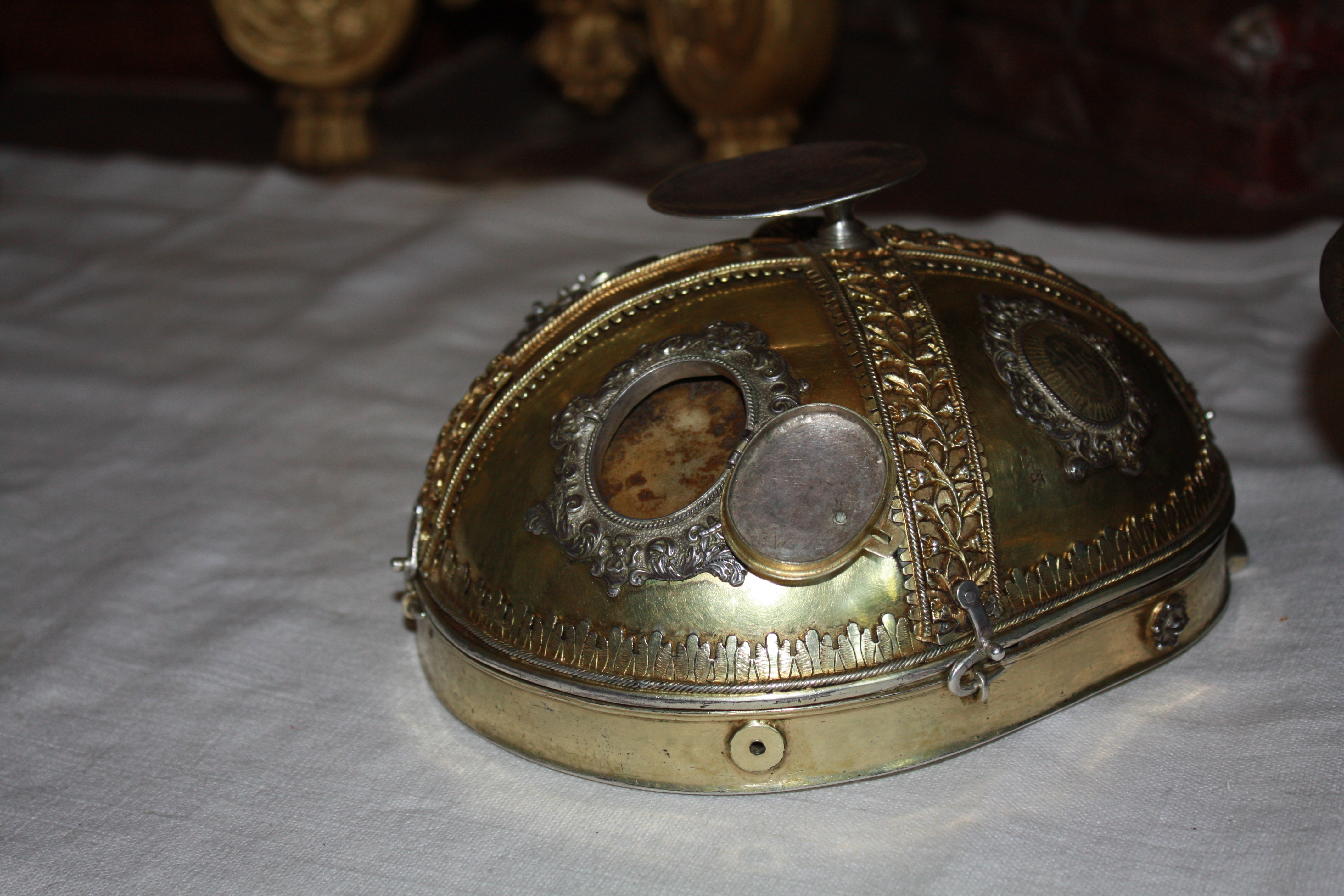
Abgenommene Hirnschale in der Metallfassung

### Orgeln
Auf der oberen der zwei Emporen steht die Orgel, die 1978–1982 von Orgelbauer Anton Staller in das bestehende Rokokogehäuse eingebaut wurde. Sie verfügt über 44 Register auf drei Manualen und Pedal. Außerdem gibt es in der Kirche noch ein bewegliches Orgelpositiv, eine Truhenorgel mit den vier Registern Gedeckt 8′, Flöte 4′, Quinte 2 2⁄3′ und Prinzipal 2′.

## Glocken
Der mächtige Turm beherbergt ein fünfstimmiges Glockengeläut und ein nur einzeln und von Hand läutbares Zügenglöcklein. Dieses und die zweitgrößte Glocke wurden aus Bronze gegossen, die anderen stammen aus dem 20. Jahrhundert und bestehen aus der Metalllegierung Euphon.
| Glocke | Name              | Gießer                                             | Gussjahr | Durchmesser | Gewicht  | Schlagton |
| ------ | ----------------- | -------------------------------------------------- | -------- | ----------- | -------- | --------- |
| 1      | Sebastian         | Karl Czudnochowsky, Erding                         | 1949     | 1740 mm     | 2670 kg0 | B°        |
| 2      | –                 | Johann Lenz Kraus, München                         | 1784     | 1340 mm     | 1800 kg0 | d′        |
| 3      | Patrona Bavariae  | Karl Czudnochowsky, Erding                         | 1950     | 1130 mm     | 705 kg   | f′        |
| 4      | Josef und Michael | Karl Czudnochowsky, Erding                         | 1950     | 0950 mm     | 390 kg   | g′        |
| 5      | Korbinian         | Karl Czudnochowsky, Erding                         | 1950     | 0900 mm     | 384 kg   | a′        |
|        |                   |                                                    |          |             |          |           |
| 6      | Zügenglocke       | Martin Langenegger & Anton Benedikt Ernst, München | 1726     | 0530 mm     | 125 kg   | g″        |